# Anas pachyscelus
Anas pachyscelus är en utdöd nordamerikansk fågel i familjen änder inom ordningen andfåglar. Den beskrevs 1960 utifrån lämningar funna på Bermuda.